# Phytometra latruncula
Phytometra latruncula är en fjärilsart som beskrevs av Eugen Johann Christoph Esper 1791. Phytometra latruncula ingår i släktet Phytometra och familjen nattflyn. Inga underarter finns listade i Catalogue of Life.